# Hầm đường bộ A Roàng
Hầm đường bộ A Roàng là hệ thống 2 hầm trên Đường Hồ Chí Minh (quốc lộ 14) nối huyện A Lưới tỉnh Thừa Thiên Huế với huyện Tây Giang tỉnh Quảng Nam .
Hệ thống 2 hầm gồm hầm A Roàng 1, A Roàng 2, cách nhau 7 km, nằm ở vùng đất xã A Roàng.
Hầm được xây dựng từ năm 2001 đến năm 2003 .
Việc làm hầm liên quan đến mở lại đoạn quốc lộ 14 tại ranh giới tỉnh Thừa Thiên Huế và Quảng Nam. Trước đây quốc lộ 14 do người Pháp mở, có đoạn từ đèo Bà Lạch 16°04′00″B 107°22′20″Đ / 16,066634°B 107,372147°Đ đến đèo A Yên 15°59′37″B 107°27′12″Đ / 15,993497°B 107,453444°Đ đi trên lãnh thổ Lào, dài chừng 15 km. Từ năm 1995 Chính phủ Việt Nam trong dự án đường Hồ Chí Minh đã quyết định mở mới đoạn đường này hoàn toàn trên đất Việt Nam.